# Centre Escolta Internacional de Kandersteg
El Kandersteg International Scout Center és l'únic centre internacional de l'Organització Mundial del Moviment Escolta. Va ser fundat el 1923.
El KISC comprèn instal·lacions diverses en 17 hectàrees de terreny, està obert tot l'any tant a escoltes com a persones que no pertanyen al moviment. Acull cada any a més de 10000 joves de més de quaranta països, assegurant així un ambient internacional.

## Història
Durant la celebració del primer Jamboree a Londres el 1920, Baden Powell s'adona del beneficiós que resulta per als joves del naixent moviment aquestes reunions entre escoltes que, en principi, no es coneixen. Així neix la idea de trobar un lloc que pugui servir com a trobada permanent entre escoltes d'arreu del món.
El 1921, Walter von Bonstetten, escolta suís, passava les vacances a Kandersteg quan va descobrir un vell xalet abandonat. Després d'informar-se va saber que va ser construït el 1908 per allotjar els treballadors empleats en la construcció del túnel de Lötschberg. Un cop acabat el túnel el xalet havia estat abandonat per la companyia de ferrocarrils.
Von Bonstetten es va adonar que aquell podria ser el lloc amb ell que somiava Baden-Powell, així que li va escriure una carta explicant el seu descobriment. La resposta va ser positiva i el febrer de 1923 es funda l'associació Scouts International Home que serà la que comprarà el xalet i els terrenys circumdants el 12 d'abril del mateix any per un total de 15.100 francs suïssos.

## Cronologia
- 1923 - Fundació del centre.
- 1927 - Queda habilitat el primer dormitori, la "Dutch Room" (dormitori neerlandès).
- 1929 - Compra de més terrenys per a la major zona d'acampada del centre.
- 1930 - Baden-Powell visita Kandersteg i s'interessa pels avenços en la construcció del centre.
- 1931 - La primera World Scout Moot reuneix 2500 Rovers a Kandersteg.

Durant la Segona Guerra Mundial el centre acull soldats francesos.
- 1949 - Mor Walter von Bonstetten.
- 1953 - La 5a World Scout Moot reuneix més de 5000 Rovers.

Durant la dècada dels 50 la propietat s'estén amb la compra de nous terrenys i boscos al llarg del riu Kander. El centre obre per primera vegada a l'hivern i des d'aquest moment roman obert tot l'any.
- 1973 - Kurt Metz es converteix en el primer director del centre a temps complet gràcies a l'ajuda econòmica de Kenneth Macintosh.
- 1977 - El centre canvia de nom per anomenar-Kandersteg International Scout Centre (KISC).
- 1979 - El centre acull el Campament Kristall, una de les activitats que reemplaça el Jamboree suspès.

Durant els anys 80 noves zones d'acampada són creades amb noves instal·lacions de serveis. Són inversions importants que fan efecte en l'economia del centre.
- 1992 - La 9a World Scout Moot reuneix 2.000 joves de cinquanta països. Aidan Jones és nomenat director del KISC.
- 1994 - Es fundà la Kandersteg Scout Centre International Fundation.
- 1995 - S'inicia el projecte d'expansió del centre.
- 1996 - L'1 de juny comencen els treballs d'ampliació del centre. John Moffat es converteix en director del KISC.
- 1997 - El 12 de febrer el KISC inaugura la seva web: www.kisc.ch
- 1998 - El centre celebra el seu 75 aniversari amb diversos esdeveniments al llarg de tot l'any.
- 2001 - 27 d'abril, la web del KISC es renova.
- 2002 - Miriam Hertzberg és elegida directora del centre. El desembre acaben els treballs d'expansió del centre iniciats sis anys abans.
- 2005 - Les instal·lacions sanitàries són motiu de reformes. Mark Knippenberg és elegit director.
- 2007 - Se celebra el centenari de l'escoltisme i es realitza el Kanderjam en KISC al mateix temps que el Jamboree mundial a Anglaterra.

## Com arribar-hi?
Kandersteg és un petit poble suís tradicional, situat a 1200 m, i a 65 km al sud de la ciutat de Berna. El poble ofereix unes estupendes vistes sobre els Alps i és la sortida ideal per explorar les seves muntanyes.
Es pot arribar fàcilment per carretera o per ferrocarril. Kandersteg forma un nus ferroviari per on passa la línia que connecta el Benelux, Escandinàvia i Alemanya amb Itàlia. Durant la temporada alta una xarxa d'autobusos connecta de forma regular l'estació de tren amb el KISC.
El centre està situat al sud del poble.

## Xalet
És l'ànima i el més representatiu del KISC, un edifici format pel xalet original i una edificació adossada per ampliar-lo. És en aquest edifici que tenen lloc les recepcions i les reunions. Aquí és també on els visitants troben la majoria de l'equipament necessari per acampar a Kandersteg.
La reforma de 1996 va millorar substancialment la vida al xalet. Es va instal·lar calefacció central, nous equipaments sanitaris amb aigua calenta, una botiga de records, sales de reunions, una oficina de correus, un locutori telefònic, una cafeteria, una bugaderia, un lloc de primers auxilis i connexió a Internet. A més de cuines elèctriques a disposició dels visitants.
Des 1953 el centre obre tot l'any i funciona de manera semblant als albergs juvenils, posant l'accent en la vida en comunitat i en petits grups que vetllen pel bon funcionament i la neteja del xalet. L'edifici ha estat decorat amb fulards, plaques commemoratives, fotografies, pòsters i insígnies.
L'antic xalet pot acollir 172 persones en 23 habitacions, cadascuna d'elles té entre 2 i 22 llits, i la majoria tenen un espai comú amb una taula i cadires. Les habitacions porten per nom les organitzacions escoltes nacionals o les regions escoltes que amb la seva generositat han permès renovar i decorar els dormitoris.
El nou xalet allotja el personal del centre, hi ha sales de reunions i nou dormitoris de tres llits cadascun disponibles excepte a l'estiu.

## Terreny
El terreny va ser en el seu origen les terres abandonades després de la construcció del túnel pel que algunes zones d'acampada són molt pedregosos, altres zones estan properes a la via fèrria i els que acampen hi han d'aguantar de vegades el soroll del pas del tren.
En els terrenys del KISC poden acampar fins a un màxim de 1400 escoltes sobre més de seixanta zones d'acampada diferents. Durant l'estiu una mitjana de 750 persones acampen a Kandersteg. Cada grup es manté prou lluny dels altres grups per tenir intimitat però prou a prop com per aconseguir una atmosfera internacional en el campament.
Totes les zones d'acampada tenen aigua corrent a proximitat així com serveis i dutxes d'aigua calenta. Cada grup es compromet a mantenir les instal·lacions netes i disponibles durant la seva estada. Hi ha una botiga d'alimentació oberta durant l'estiu i la recepció del KISC està oberta gairebé tot el temps.

## Torre
La torre era a l'origen la central que proveïa d'energia a les obres del ferrocarril. Avui en dia es divideix en dues, la torre mateixa i la Lötschberghaus, un edifici amb dormitoris comuns.
La torre permet allotjar 57 persones més, repartides en quatre habitacions amb dotze llits a la Lötschberghaus i una habitació recentment renovada de nou llits a la torre pròpiament dita.
L'equipament de la torre es completa amb uns serveis, dutxes, una cuina completament equipada i un gran menjador amb balcó i llar de foc.

## L'equip

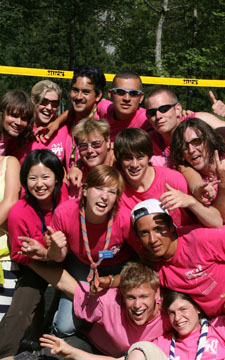
Kandersteg Staff.

Un director a temps complet, assistit per un equip de voluntaris internacionals, que es queden per tres mesos fins a poc més d'un any, que es fan responsables del centre durant l'any.
Els membres de l'staff són coneguts com a Pinki pels pantalons rosa que utilitzen, a més d'utilitzar un foularda al coll que demostra que són part de la gran família escolta.
Són indispensables 3 requisits per a ser part d'aquest equip.
- Ser major de 18 anys al primer dia de treball.
- Ser capaç de treballar i comunicar-se en anglès.
- Ser membre de l'Organització Mundial del Moviment Escolta o de l'Associació Mundial de Noies Guies i Noies Escoltes.

## Altres centres escoltes internacionals
- Centre nacional de formació Jambville
- Picarquín
- Gilwell Park
- Centre Nacional de Formação ambiental, São Jacinto